# Lijst van koningen van Zweden
Dit is een lijst van koningen en regerende koninginnen van Zweden. Eerdere koningen zijn grotendeels legendarisch, maar worden in de nummering wel meegerekend (vandaar het feit dat de lijst begint met Erik VI de Overwinnaar).

## Koningen van Zweden (970-heden)

### Huis Munsö van Uppsala(970-1060)
| Monarch | Monarch                             | Regeringsperiode | Regeringsperiode | Bijzonderheden                 |
| ------- | ----------------------------------- | ---------------- | ---------------- | ------------------------------ |
|         | Erik VI De Overwinnaar (950-995)    | 970              | 995              | Medekoning: Olaf (I) Björnsson |
|         | Olaf (II) Skötkonung (970-1022)     | 995              | 1022             |                                |
|         | Anund Jacob (1000-1050) Anund Jakob | 1022             | 1050             |                                |
|         | Emund De Oude (1000-1060)           | 1050             | 1060             |                                |

### Huis Stenkil(1060-1126)
| Monarch                                          | Regeringsperiode | Regeringsperiode | Bijzonderheden                                                  |
| ------------------------------------------------ | ---------------- | ---------------- | --------------------------------------------------------------- |
| Stenkil (1010-1066)                              | 1060             | 1066             |                                                                 |
| Erik VII (?-1067) + Erik VIII Hedningen (?-1067) | 1066             | 1067             | * worden op Wikipedia-Svenska niet vermeld op koningslijst!     |
| Halsten (?-1070)                                 | 1067             | 1070             |                                                                 |
| Haakon De Rode (1040-?) Håkan Röde               | 1070             | 1079             | Medekoning: Anund Gårdske (1070-1075)                           |
| Inge (I) Stenkilsson De Oudere (1040-1100)       | 1080             | 1084             |                                                                 |
| Sven I Blot-Sven (1050--1087)                    | 1084             | 1087             |                                                                 |
| Erik Årsäll Svensson                             | 1087             | 1088             |                                                                 |
| Inge (I) Stenkilsson De Oudere (1040-1110)       | 1088             | 1105             |                                                                 |
| Filips Halstensson (?-1118) Filip                | 1105             | 1118             | 1110-1118 samen met zijn broer Inge II                          |
| Inge II Halstensson De Jongere                   | 1110             | 1120             | 1110-1118 samen met zijn broer Filips                           |
| Ragnvald Knaphövde                               | 1120             | 1126             |                                                                 |
| Magnus Nilsson De Sterke (1107-1134)             | 1125             | 1130             | Huis Estridsen van 1125-1126 tegenkoning van Ragnvald Knaphövde |

### Huis SverkerenHuis Erik(1130-1250)
| Monarch | Monarch                                              | Regeringsperiode | Regeringsperiode | Bijzonderheden |
| ------- | ---------------------------------------------------- | ---------------- | ---------------- | -------------- |
|         | Sverker I De Oudere (1130-1156)                      | 1130             | 1156             | Huis Sverker   |
|         | Erik IX Jevardsson De Heilige (1120-1160)            | 1156             | 1160             | Huis Erik      |
|         | Tegenkoning Magnus Henriksson (?-1161)               | 1160             | 1161             |                |
|         | Karel VII Sverkersson (1130-1167) Karl Sverkersson   | 1160             | 1167             | Huis Sverker   |
|         | Knoet I Eriksson (1160-1196) Knut Eriksson           | 1167             | 1196             | Huis Erik      |
|         | Medekoningen Kol Sverkersson en Burislav Sverkersson | 1167             | 1172             |                |
|         | Sverker II Karlsson De Jongere (1160-1210)           | 1196             | 1208             | Huis Sverker   |
|         | Erik X Knutsson (1180-1216)                          | 1208             | 1216             | Huis Erik      |
|         | Johan I Sverkersson (1201-1222)                      | 1216             | 1222             | Huis Sverker   |
|         | Erik XI Eriksson (1216-1250)                         | 1222             | 1229             | Huis Erik      |
|         | Knoet II Holmgersson Långe (?-1234) Knut Långe       | 1229             | 1234             |                |
|         | Erik XI Eriksson (1216-1250)                         | 1234             | 1250             | Huis Erik      |

### Huis Folkung(1250-1364)
| Monarch | Monarch                                                 | Regeringsperiode | Regeringsperiode | Bijzonderheden                           |
| ------- | ------------------------------------------------------- | ---------------- | ---------------- | ---------------------------------------- |
|         | Waldemar I Birgersson (1239-1302) Valdemar Birgersson   | 1250             | 1275             |                                          |
|         | Magnus I Birgersson Ladulås (1240-1290)                 | 1275             | 1290             |                                          |
|         | Birger I Magnusson                                      | 1290             | 1318             | Regent: 1290-1298 is Hedwig van Holstein |
|         | Magnus II Eriksson Ladulås                              | 1319             | 1364             | Regent: 1319-1325 is Hedwig van Holstein |
|         | Medekoning Erik XII Magnusson                           | 1357             | 1359             |                                          |
|         | Medekoning Haakon Magnusson (1340-1380) Håkan Magnusson | 1362             | 1364             | + Noorwegen (1343-1380)                  |

### Diverse huizen(1364-1521)
| Monarch | Monarch                                                                 | Regeringsperiode | Regeringsperiode | Bijzonderheden                                                      |
| ------- | ----------------------------------------------------------------------- | ---------------- | ---------------- | ------------------------------------------------------------------- |
|         | Albrecht van Mecklenburg (1338-1412) Albrekt av Mecklenburg             | 1364             | 1389             |                                                                     |
|         | Gekozen koning Olaf (1370-1387)                                         | 1385             | 1387             | + Denemarken (1376-1387) en Noorwegen (1380-1387)                   |
|         | Margaretha (1353-1412) Margareta                                        | 1388/89          | 1412             | Huis Waldemar, + Denemarken (1387-1412) en Noorwegen (1388-1412)    |
|         | Erik XIII van Pommeren (1382-1459)                                      | 1412             | 1439             | + Denemarken (1396-1439) en Noorwegen (1389-1442)                   |
|         | Onderkoning Karel Knutsson Bonde (1409-1470) Karl Knutsson              | 1438             | 1440             |                                                                     |
|         | Christoffel (1418-1448)                                                 | 1440             | 1448             | Huis Wittelsbach, + Denemarken (1439-1448) en Noorwegen (1442-1448) |
|         | Rijksregenten Bengt Jönsson (Oxenstierna) en Nils Jönsson (Oxenstierna) | 1448             | 1448             |                                                                     |
|         | Karel VIII Knutsson Bonde (1409-1470) Karl Knutsson                     | 1448             | 1457             |                                                                     |
|         | Rijksregenten Jöns Bengtsson (Oxenstierna) en Erik Axelsson (Tott)      | 1457             | 1457             |                                                                     |
|         | Christiaan I (1426-1481) Kristian I                                     | 1457             | 1464             | Huis Oldenburg, + Denemarken (1448-1481) en Noorwegen (1450-1481)   |
|         | Karel VIII Knutsson Bonde (1409-1470) Karl Knutsson                     | 1464             | 1465             |                                                                     |
|         | Onderkoning Kettil Karlsson Wasa (1433-1465)                            | 1465             | 1465             |                                                                     |
|         | Onderkoning Erik Axelsson (Tott)                                        | 1465             | 1467             |                                                                     |
|         | Karel VIII Knutsson Bonde (1409-1470) Karl Knutsson                     | 1467             | 1470             |                                                                     |
|         | Rijksregent Sten Gustavsson Sten Sture De Oudere (1440-1503)            | 1470             | 1497             |                                                                     |
|         | Johan II (1455-1513) Hans                                               | 1497             | 1501             | Huis Oldenburg, + Denemarken (1481-1513) en Noorwegen (1483-1513)   |
|         | Rijksregent Sten Gustavsson Sten Sture De Oudere (1440-1503)            | 1501             | 1503             |                                                                     |
|         | Rijksregent Svante Nilsson                                              | 1503             | 1512             |                                                                     |
|         | Rijksregent Erik Arnoldsson Trolle                                      | 1512             | 1512             |                                                                     |
|         | Rijksregent Sten Svantesson Sten Sture De Jongere (1493-1520)           | 1512             | 1520             |                                                                     |
|         | Christiaan II (1481-1559) Kristian II                                   | 1520             | 1521             | Huis Oldenburg, + Denemarken (1513-1523) en Noorwegen (1513-1523)   |

### Huis Wasa (1523-1654)
In deze periode regeerde het huis Wasa over Zweden, Groothertogdom Finland, Polen en Litouwen.
| Monarch | Monarch                                      | Regeringsperiode | Regeringsperiode | Gehuwd met                                                               | Bijzonderheden                                                                                 |
| ------- | -------------------------------------------- | ---------------- | ---------------- | ------------------------------------------------------------------------ | ---------------------------------------------------------------------------------------------- |
|         | Gustaaf I (1496-1560) Gustav I               | 1523             | 1560             | Catharina van Saksen-Lauenburg Margaretha Leijonhufvud Katarina Stenbock | Afstammeling van Sverker II                                                                    |
|         | Erik XIV (1533-1577)                         | 1560             | 1568             | Karin Månsdotter                                                         | Zoon van Gustaaf I van Zweden en Catharina                                                     |
|         | Johan III (1537-1592)                        | 1568             | 1592             | Catharina van Polen Gunilla Bielke                                       | Zoon van Gustaaf I en Margaretha Leijonhufvud, tevens groothertog van Finland                  |
|         | Sigismund (1566-1632)                        | 1592             | 1599             | Anna van Oostenrijk                                                      | Zoon van Johan III en Catharina van Polen, tevens koning van Polen en grootvorst van Litouwen. |
|         | Karel IX (1550-1611) Karl IX                 | 1604             | 1611             | Christina van Sleeswijk-Holstein-Gottorp                                 | Hij was vanaf 1599 tot 1604 regent van Zweden. Derde zoon van Gustaaf I                        |
|         | Gustaaf II Adolf (1594-1632) Gustav II Adolf | 1611             | 1632             | Maria Eleonora van Brandenburg                                           | Zoon van Karel IX van Zweden en van Christina van Holstein-Gottorp.                            |
|         | Christina (1626-1689) Kristina               | 1632             | 1654             | Geen                                                                     | Dochter van Gustaaf II Adolf en Maria Eleonora van Brandenburg                                 |

### Huis Wittelsbach (1654-1720)
Van 1654 tot 1720 heerste het huis Wittelsbach over Zweden, ze waren eveneens hertog van Palts-Zweibrucken-Kleeburg in huidig Beieren, Duitsland.
| Monarch | Monarch                                   | Regeringsperiode | Regeringsperiode | Gehuwd met                                     | Bijzonderheden                             |
| ------- | ----------------------------------------- | ---------------- | ---------------- | ---------------------------------------------- | ------------------------------------------ |
|         | Karel X Gustaaf (1622-1660) Karl X Gustav | 1654             | 1660             | Hedwig Eleonora van Sleeswijk-Holstein-Gottorp | Neef van Christina I van Zweden            |
|         | Karel XI (1655-1697) Karl XI              | 1660             | 1697             | Ulrika Eleonora van Denemarken                 | Zoon van Karel X Gustaaf van Zweden        |
|         | Karel XII (1682-1718) Karl XII            | 1697             | 1718             | Geen                                           | Zoon van Karel XI. Stierf kinderloos.      |
|         | Ulrike Eleonora (1688-1741)               | 1718             | 1720             | Frederik van Hessen-Kassel                     | Dochter van Karel XI, zuster van Karel XII |

### Huis Hessen-Kassel (1720-1751)
In deze periode regeerde het huis Hessen-kassel over Zweden.
| Monarch | Monarch                        | Regeringsperiode | Regeringsperiode | Gehuwd met                 | Bijzonderheden |
| ------- | ------------------------------ | ---------------- | ---------------- | -------------------------- | --- |
|         | Frederik (1676-1751) Fredrik I | 1720             | 1751             | Ulrike Eleonora van Zweden | Hij was zowel koning van Zweden als Landgraaf van Hessen-Kassel. Hij huwde in 1715 prinses Ulrike Eleonora van Zweden. |

### Huis Holstein-Gottorp(1751-1818)
| Monarch | Monarch                                  | Regeringsperiode | Regeringsperiode | Gehuwd met                      | Bijzonderheden                                                           |
| ------- | ---------------------------------------- | ---------------- | ---------------- | ------------------------------- | ------------------------------------------------------------------------ |
|         | Adolf Frederik (1710-1771) Adolf Fredrik | 1751             | 1771             | Louisa Ulrika van Pruisen       |                                                                          |
|         | Gustaaf III (1746-1792) Gustav III       | 1771             | 1792             | Sophia Magdalena van Denemarken | Hij werd in 1792 vermoord. Hij is de oudere broer van koning Karel XIII. |
|         | Gustaaf IV Adolf (1778-1837) Gustav IV   | 1792             | 1809             | Frederika van Baden             | Hij voerde een reactionaire politiek en werd in 1809 onttroond.          |
|         | Karel XIII (1748-1818) Karl XIII         | 1809             | 1818             | Hedwig van Holstein-Gottorp     | Jongere broer van koning Gustaaf III.                                    |

### Huis Bernadotte(1818-heden)
| Monarch | Monarch                                    | Regeringsperiode | Regeringsperiode | Gehuwd met                                  | Bijzonderheden |
| ------- | ------------------------------------------ | ---------------- | ---------------- | ------------------------------------------- | --- |
|         | Karel XIV Johan (1763-1844) Karl XIV Johan | 1818             | 1844             | Désirée Clary                               | Hij werd door Napoleon I van Frankrijk naar voren geschoven als troonopvolger van Karel XIII van Zweden. Hij was als Karel III Johan koning van Noorwegen. |
|         | Oscar I (1799-1859)                        | 1844             | 1859             | Josephine van Leuchtenberg                  | Zijn vrouw is de dochter van Eugène de Beauharnais en Augusta van Beieren. Eugène is de stiefzoon van keizer Napoleon I van Frankrijk. |
|         | Karel XV (1826-1872) Karl XV               | 1859             | 1872             | Louise der Nederlanden                      | Hij huwde de Nederlandse prinses Louise. Kleindochter van koning Willem I der Nederlanden en koning Frederik Willem III van Pruisen. Doordat zijn huwelijk alleen een dochter voortbracht, prinses Louise, werd hij na zijn dood opgevolgd door zijn jongere broer, Oscar.                                   |
|         | Oscar II (1829-1907)                       | 1872             | 1907             | Sophia van Nassau                           | Hij was tot 1905 de laatste koning die regeerde over de Verenigde Koninkrijken van Zweden en Noorwegen. In 1905 werd Noorwegen onafhankelijk en werd een neef van Oscar II, prins Karel van Denemarken, als Haakon VII koning. Haakon VII was een kleinzoon van Oscars broer, Karel XV.                      |
|         | Gustaaf V (1858-1950) Gustaf V             | 1907             | 1950             | Victoria van Baden                          | Koning Gustaaf V is de langst regerende Bernadotte monarch, hij regeerde 43 jaar over Zweden. Hij was onder andere koning tijdens de beide wereldoorlogen. |
|         | Gustaaf VI Adolf (1882-1973) Gustaf VI     | 1950             | 1973             | Margaretha van Connaught Louise Mountbatten | Was eerst gehuwd met prinses Margaretha van Connaught, een kleindochter van de Britse koningin Victoria. Na haar dood in 1920 huwde Gustaaf Adolf met prinses Louise Mountbatten. Louise was een achterkleindochter van koningin Victoria. Stamde via zijn moeder af van koning Gustaaf IV Adolf van Zweden. |
|         | Carl XVI Gustaf (1946) Carl XVI Gustaf     | 1973             | heden            | Silvia Sommerlath                           | Kleinzoon van koning Gustaaf VI Adolf. Hij was de eerste koning die met een burger trouwde. Carl XVI Gustaf heeft een serieuze vorm van dyslexie. Hij is de vader van kroonprinses Victoria. |

## Lijn van de Zweedse troonopvolging
- Koning Carl XVI Gustaf (1946)
  - (1) Kroonprinses Victoria (1977), dochter van Carl XVI Gustaf
    - (2) Prinses Estelle (2012), dochter van Victoria
    - (3) Prins Oscar (2016), zoon van Victoria

  - (4) Prins Carl Philip (1979), zoon van Carl Gustaf
    - (5) Prins Alexander (2016), zoon van Carl-Philip
    - (6) Prins Gabriel (2017), zoon van Carl-Philip
    - (7) Prins Julian (2021), zoon van Carl-Philip
    - (8) Prinses Ines (2025), dochter van Carl-Philip

  - (9) Prinses Madeleine (1982), dochter van Carl Gustaf
    - (10) Prinses Leonore (2014), dochter van Madeleine
    - (11) Prins Nicolas (2015), zoon van Madeleine
    - (12) Prinses Adrienne (2018), dochter van Madeleine